# Galeshewe
Galeshewe is een zogenaamde township, ook wel "Kasie" genoemd (naar het Afrikaanse: Lokasie), gelegen in de gemeente Sol Plaatje in de buurt van Kimberley in de Zuid-Afrikaanse provincie Noord-Kaap. Het is vernoemd naar Kgosi (Chief) Galeshewe. Geleshewe heeft een bevolking van meer dan 100.000 inwoners en vormt daarmee de helft van de bevolking van de gemeente Sol Plaatje.